# 君が心をくれたから
『君が心をくれたから』（きみがこころをくれたから）は、2024年1月8日から3月18日までフジテレビ系「月9」枠にて放送されたテレビドラマ。主演は永野芽郁。
宇山佳佑脚本のオリジナル作品。長崎を舞台に展開するファンタジーラブストーリー。撮影では県内の観光地である眼鏡橋やハウステンボスなども使用された。

## あらすじ
逢原雨は、ある悲しい過去から自分に自信が持てず、人に心を開けないままでいた。しかし、故郷・長崎に戻ったある日、かつてただ一人心を通わせた高校時代の先輩、朝野太陽と再会。だが、その直後に彼は交通事故に遭ってしまう。このままでは死んでしまうという危機に瀕し、絶望する雨の前に、あの世からの案内人と名乗る男女が現れ、「今から奇跡を起こして太陽君を助けてあげよう」と彼女に告げる。しかし、案内人から提示された条件は、雨の五感を奪っていくという彼女にとってあまりにも過酷なものだった。

## キャスト

### 主要人物
逢原雨（あいはら あめ）〈26〉
演 - 永野芽郁（幼少期：佐藤恋和、小学生時：横須賀京香）
本作の主人公。幼少期に母親から虐待を受けたことで、自分に自信を持てずにいる。
「雨」という珍しい名前から、学生時代のあだ名は「ザー子」。「雨」という名前の由来は、生まれてから何をしても泣き止まずどうしたら良いか分からなくなっていた時に雨が降り、その時に笑ったことから、「雨がこの子を笑顔にしてくれますように」という母、霞美の願いによる。
母の影響でパティシエを目指し始め、高校卒業時に上京して修行を始めるも、第1話では能力不足により、5年前に『レーヴ』のパティシエの店長である田島から戦力外通告を受ける。
太陽が交通事故に遭った際、自分の五感と引き換えに太陽の命を救うことを決断する。
最終話にてタイムリミットにより全ての五感を失ったものの、その間太陽が彼女の心を受け取らず、死を選ぶ決意をしたことから心が戻り、同時に五感を取り戻す。その後花火大会の時に視覚を失ったことで見ることが出来なかった太陽の赤い花火を見届けた。数年後、パティスリー「SUN & RAIN」を開き、雨が降った日に店の外で2人の思い出の象徴でもあった赤い傘を差し、太陽との約束を果たす。
朝野太陽（あさの たいよう）〈享年28〉
演 - 山田裕貴（幼少期：木村優来）
長崎で代々続く老舗煙火店「朝野煙火工業」の跡取り息子。目の病気で赤色を識別できない。
花火師を目指しており、高校卒業後に父でもあり師匠でもある陽平に弟子入りをするも、次第に自分の才能のなさを実感し、後に陽平から破門を喰らう。
雨と10年ぶりの再会を果たした日に交通事故に遭う。雨の突然の入院で病院に駆け付けるが雨の説得を応じることなく、号泣しながら自分に自信をなくしてしまう。
最終話では日下に、雨の心を受け取るか否かの選択を迫られ、自らの命と引き換えに雨に心を返すことを決意。
死ぬ前、雨に宛てたボイスメッセージで彼女への感謝を告げると共に、「一人前のパティシエになる夢が叶ったら、天国の雨を降らすからあの赤い傘をさしてほしい」とお願いする。

### 周辺人物
望田司（もちだ つかさ）〈33〉
演 - 白洲迅
長崎市役所の地域振興課で働く心優しい青年。雨の願いを叶えるため様々なことに協力する。最終話で自宅で目覚めた雨に太陽がすでに亡くなっていたことを伝える。

### 朝野家
朝野春陽（あさの はるひ）〈24〉
演 - 出口夏希（幼児期：伊藤すい）
太陽の妹。陽気な性格で家族思い。幼い頃に亡くなった母親の顔を覚えていない。
朝野陽平（あさの ようへい）〈59〉
演 - 遠藤憲一
太陽の父親で太陽の師匠。花火師。老舗煙火店「朝野煙火工業」の当主。
朝野（千秋）明日香（あさの あすか）
演 -松本若菜 
陽平の妻。太陽と春陽の母親。太陽と春陽がまだ幼い頃に火事で亡くなっている。

### 逢原家
逢原霞美（あいはら かすみ）〈46〉
演 - 真飛聖
雨の母親。雨がパティシエを目指すきっかけ。幼少期の雨を虐待してしまい、雪乃に自分から雨を守ってほしいと頼んで失踪する。第6話の雪乃も含めた最後の家族旅行でぎこちないながらも雨と和解する。
逢原雪乃（あいはら ゆきの）〈享年67〉
演 - 余貴美子
雨の祖母。雨と2人で暮らしていた。雨の全てを受け入れ、自分に自信を持てずにいる雨を励まし続けた。ガンのため、第6話で他界。

### 案内人
日下（くさか）
演 - 斎藤工
雨に「過酷な奇跡」を提示するあの世からの案内人。
第9話にて生前は映画脚本家を目指した青年であったことと、画家を目指していた恋人の白石小夜子が事故に遭い、才能ある彼女に画家になってほしく彼女の容体の身代わりになった過去を雨に打ち明けた。
千秋（ちあき）
演 - 松本若菜
日下とともにあの世からやってくる案内人。その正体は太陽と春陽の亡き母親、明日香であったことが第8話にて判明した。桜祭り当日、雨に自分の花火を見せたいという太陽の願いを叶えるために、天との約束を破って月明かりに消えていく。千秋という名は彼女の旧姓。

### 朝野煙火工業
柳田達夫
演 - 螢雪次朗

花村竜一
演 - 佐藤貴史

菊野純
演 - 谷恭輔

飛岡雄星
演 - 萩原護

### ゲスト

#### 第1話
田島守
演 - ジャン・裕一（第2話）
かつて雨が働いていたパティスリー『レーヴ』のパティシエの店長。能力不足である彼女に戦力外通告を下した。第2話では5年ぶりに再会した彼女と和解した。
先輩
演 - 境浩一朗、黒木敬太朗、しおつかけいいちろう（第2話）
『レーヴ』勤務時代の雨の先輩で田島の部下。能力不足である彼女を厳しく叱責し、戦力外通告に追い込んだ。
佐田
演 - 冨田佳輔
春陽と異業種交流会という名目の合コンをした眼科医。
生徒
演 - 春本ヒロ、佐藤峻輔
高校生時代の太陽の友達。一人で歩いていた雨のことを太陽に教える。
演 - 鈴原ゆりあ
廊下で雨とぶつかり「あ～もう邪魔！」と悪態をつく。
演 - 真丸、池田永吉
校内放送の音声を聞き、校庭から「ピーカン付き合っちゃえ！」「早く告白しろー！」と囃したてる。

#### 第2話
店員
演 - 菅原亜未
雨がマカロンを買ったお菓子屋の店員。長崎スイーツマルシェのイベントチラシを雨に渡す。

#### 第3話
医師
演 - 橋本拓也
トイレの前で脂汗を流して倒れ救急搬送されてきた陽平は、3ヵ月まともに便が出ていなかった、と話す。
実行委員長
演 - 渋谷渉大流
長崎高校ランタン祭りの実行委員長。
委員
演 - 葉山侑樹、苅田裕介
「なんで（委員に）ザー子がいるんだよ」「意味わかんねえ」と話す。
演 - 山本楽、平山咲彩
雨が提案した「恋ランタン」のアイディアが面白いと賛成する。
新郎（豊）・新婦
演 - 結城駿、田崎礼奈
雨がバイトした結婚式場で式を挙げたカップル。
司会者
演 - 村山千代
上記結婚式で司会を務めた結婚式場のスタッフ。

#### 第5話
医師
演 - 右近良之
雪乃の主治医。雨の五感が失われることを聞き、長生きしようと雪乃は延命治療を申し出た。
職員
演 - 中脇樹人
雨が内覧に訪れた重症心身障害者施設「ながさき心の里」の職員。
案内人
演 - 岩田知幸（第9話）
回想シーンで日下に「本当にいいんだね?」と尋ねる男。白石小夜子が負ったケガを日下が受け入れれば彼女に奇跡が起こると話していたと判明する（第9話）。
ユリア、女性
演 - 小松優里亜、内海香織
芝生に座って「世界の名作童話 アラビアンナイト」を読んでいる女の子と母親。通りがかりにその二人を見た雨は、自分も同じ本が好きだったことを思い出す。

#### 第6話
佐々木麻衣
演 - 森麻里百（第8話）
霞美が療養治療してる「佐世保こころの病院」の看護師。太陽を病室まで案内する。
児童
演 - 柳下晃河、志村瑛多、山口暖人
雨の小学校時代の同級生。「雨」という名前をからかい、これからは「ザー子」と呼ぼうと話す。

#### 第7話
医師
演 - 中田春介
階段から落ちた雨が搬送された病院の医師。頭部の傷は浅く、脳にも異常はなかったが、気になることがあると検査入院を勧めた。

#### 第8話
カップル
演 - 藤井仁人、イマハシミハル
2016年、まだ雨が東京にいた頃、レインボーブリッジをバックにウェディング写真を撮影していたカップル。

#### 第9話
白石小夜子
演 - 真央
日下の恋人だった女性。画家を目指していたが、事故で瀕死の重傷を負う。案内人から「彼女が負ったケガを引き受ければ、助けることができる」と言われた日下はその奇跡を受け入れる。しかし後遺症もなく目覚めた小夜子は日下を見捨てて姿を消し、やがて画家となった。2013年没。
看護師
演 - 野村菜々実
別れを告げる小夜子からの手紙を病床の日下へ持ってきた。
八木
演 - 中丸新将（第10話）
長崎花火協会の会長。「桜まつり」で太陽の花火を採用するか否かの審査にあたる。

#### 第10話
実行委員
演 - 小川智弘
「桜まつり」の実行委員。天気の状態を見て花火大会の中止の連絡を入れようとしている。
女性、男性
演 - 愛甲ひかり、松永有紘
太陽の花火の打ち上げ直前に雨とぶつかった観客の女性とその連れ。

#### 最終話
女性
演 - 川嶋由莉、溝口奈菜、夏目朱里
雨のパティスリー「SUN & RAIN」の客。

## スタッフ
- 脚本 - 宇山佳佑[1]
- 音楽 - 松谷卓[5]
- 主題歌 - 宇多田ヒカル「何色でもない花」[45][46]
- 花火所作指導 - 小幡知明、磯谷尚孝（磯谷煙火店）
- 医療監修 - 川嶋寛（埼玉県立小児医療センター）
- 医療指導 - 山本昌督
- アクション指導 - 小池達朗（ALPHA STUNTS）、おぐらとしひろ（第7話、第10話）[47] [48]
- 看護指導 - 松島由貴子
- 演出 - 松山博昭[1]、相沢秀幸、保坂昭一
- プロデュース - 草ヶ谷大輔[1]

## 放送日程
| 話数                                                                        | 放送日  | サブタイトル           | 演出              | 視聴率 |
| --------------------------------------------------------------------------- | ------- | ---------------------- | ----------------- | ------ |
| 第1話                                                                       | 1月08日 | 赤い傘と花火の約束     | 松山博昭          | 7.2%   |
| 第2話                                                                       | 1月15日 | マカロンは恋と夢の味   | 松山博昭          | 5.8%   |
| 第3話                                                                       | 1月22日 | 初恋の想い出           | 松山博昭          | 5.6%   |
| 第4話                                                                       | 1月29日 | 青い春の香り           | 松山博昭          | 5.4%   |
| 第5話                                                                       | 2月05日 | すべて魔法のせいにして | 相沢秀幸          | 5.3%   |
| 第6話                                                                       | 2月12日 | 声の手ざわり           | 相沢秀幸          | 6.2%   |
| 第7話                                                                       | 2月19日 | 明日を生きる理由       | 松山博昭          | 5.1%   |
| 第8話                                                                       | 2月26日 | きっと誰よりも幸せな今 | 保坂昭一          | 5.5%   |
| 第9話                                                                       | 3月04日 | いつか見る景色のために | 松山博昭 保坂昭一 | 5.6%   |
| 第10話                                                                      | 3月11日 | 人生いちばんの笑顔で   | 相沢秀幸          | 5.3%   |
| 第11話 （最終話）                                                           | 3月18日 | 雨の音色と未来の約束   | 松山博昭          | 6.6%   |
| 平均視聴率 5.8%（視聴率はビデオリサーチ調べ、関東地区・世帯・リアルタイム） |         |                        |                   |        |

- 初回は21時 - 22時24分の30分拡大放送。
- 本作の舞台である長崎では第1話の世帯視聴率が22.6%を記録していたことがわかった。[51]